# Fuori campo (film)
Fuori campo (a volte citato con la grafia Fuoricampo) è un film del 1969 diretto da Peter Del Monte.
Presentato al Locarno Film Festival nel 1969 e alla Quinzaine des Réalisateurs del Festival di Cannes 1970, è stato realizzando come saggio di diploma del regista al Centro sperimentale di cinematografia. Non è mai stato distribuito in sala.